# Promotor de crescimento

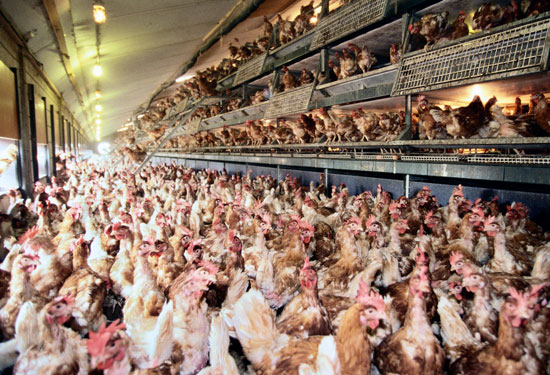
Os promotores de crescimento são empregados especialmente na avicultura, a fim de que a aves cresçam mais rápido e possam ser abatidas mais rapidamente, aumentando os lucros do produtor.

Promotor de crescimento é uma expressão que se refere à utilização de antibióticos na criação de animais a fim de que eles aumentem a eficiência alimentar e cresçam mais rápido, para que possam ser abatidos em menor tempo e aumentar os lucros do produtor. Contudo, a constante exposição dos animais a esses produtos pode levar à seleção de uma biota resistente aos antibióticos, tal como já relatado em literatura científica. Os promotores de crescimento são empregados especialmente na avicultura.

## Atuação
O uso de antibióticos na qualidade de promotores de crescimento se legitima na medida em que as aves recém-nascidas contam com uma microflora intestinal restrita, fato que possibilita a colonização intestinal por patógenos entéricos e, consequentemente, aparece como um fator limitante para a digestão. Sendo asism, a incorporação de aditivos antibióticos na ração das aves atuaria de forma a evitar a colonização intestinal por agentes patógenos.

## Críticas
Nas últimas décadas, o aumento da resistência das bactérias aos antibióticos tem sido observado no meio científico e sugere-se que uma das causas seja o uso dessas substâncias como promotores de crescimento na produção animal. Nesse contexto, a União Europeia proibiu o uso de antibióticos como promotores de crescimento nos animais destinados ao consumo humano.